# Liste der Einträge im National Register of Historic Places im Johnson County (Illinois)

Lage des Johnson County in Illinois

Die Liste der Einträge im National Register of Historic Places im Johnson County in Illinois führt die aktuellen Bauwerke und historischen Stätten im Johnson County auf, die in das National Register of Historic Places aufgenommen wurden.
| [ 2 ] | Name                      | Bild                      | Eintragsdatum        | Lage                                           | Ort    | Beschreibung |
| ----- | ------------------------- | ------------------------- | -------------------- | ---------------------------------------------- | ------ | ------------ |
| 1     | Johnson County Courthouse | Johnson County Courthouse | 2010 ID-Nr. 10000725 | Courthouse Square 37° 24′ 52″ N, 88° 53′ 47″ W | Vienna |              |
| 2     | Vienna Public Library     | Vienna Public Library     | 1995 ID-Nr. 94001603 | 401 Poplar Street 37° 24′ 49″ N, 88° 53′ 47″ W | Vienna |              |